# Jarvis-Huntington Automobile Company
Jarvis-Huntington Automobile Company war ein US-amerikanischer Hersteller von Automobilen.

## Unternehmensgeschichte
Das Unternehmen wurde 1912 in Huntington in West Virginia gegründet. Die Gründer waren T. L. Millard, F. C. Pifer, G. G. Poster, Frau R. J. Poster und R. D. Seaman. Zuvor gab es bereits die Jarvis Machinery & Supply Company. 1912 begann die Produktion von Personenkraftwagen und Nutzfahrzeugen. Der Markenname lautete Jarvis-Huntington. Im gleichen Jahr endete die Produktion.

## Fahrzeuge
Die Fahrzeuge hatten einen Sechszylindermotor. Im Model 6-45 leistete er 45 PS. 101,6 mm Bohrung und 152,4 mm Hub ergaben 7413 cm³ Hubraum. Das Fahrgestell hatte 325 cm Radstand. Aufbauten waren Tourenwagen  mit sieben Sitzen, Roadster und Limousine. Der Neupreis betrug jeweils 4000 US-Dollar.
Das Model 6-70 war länger und stärker motorisiert. Der Motor hatte 114,3 mm Bohrung, den gleichen Hub, 9382 cm³ Hubraum und 70 PS Leistung. Der Radstand betrug 361 cm. Diese Fahrzeuge waren als Tourenwagen mit acht Sitzen und als Limousine erhältlich. Sie kosteten 5000 Dollar.

## Modellübersicht
| Jahr | Modell     | Zylinder | Leistung (PS) | Radstand (cm) | Aufbau                                    |
| ---- | ---------- | -------- | ------------- | ------------- | ----------------------------------------- |
| 1912 | Model 6-45 | 6        | 45            | 325           | Tourenwagen 7-sitzig, Roadster, Limousine |
| 1912 | Model 6-70 | 6        | 70            | 361           | Tourenwagen 8-sitzig, Limousine           |

Quelle: